# حق الإنسان في المياه والصرف الصحي

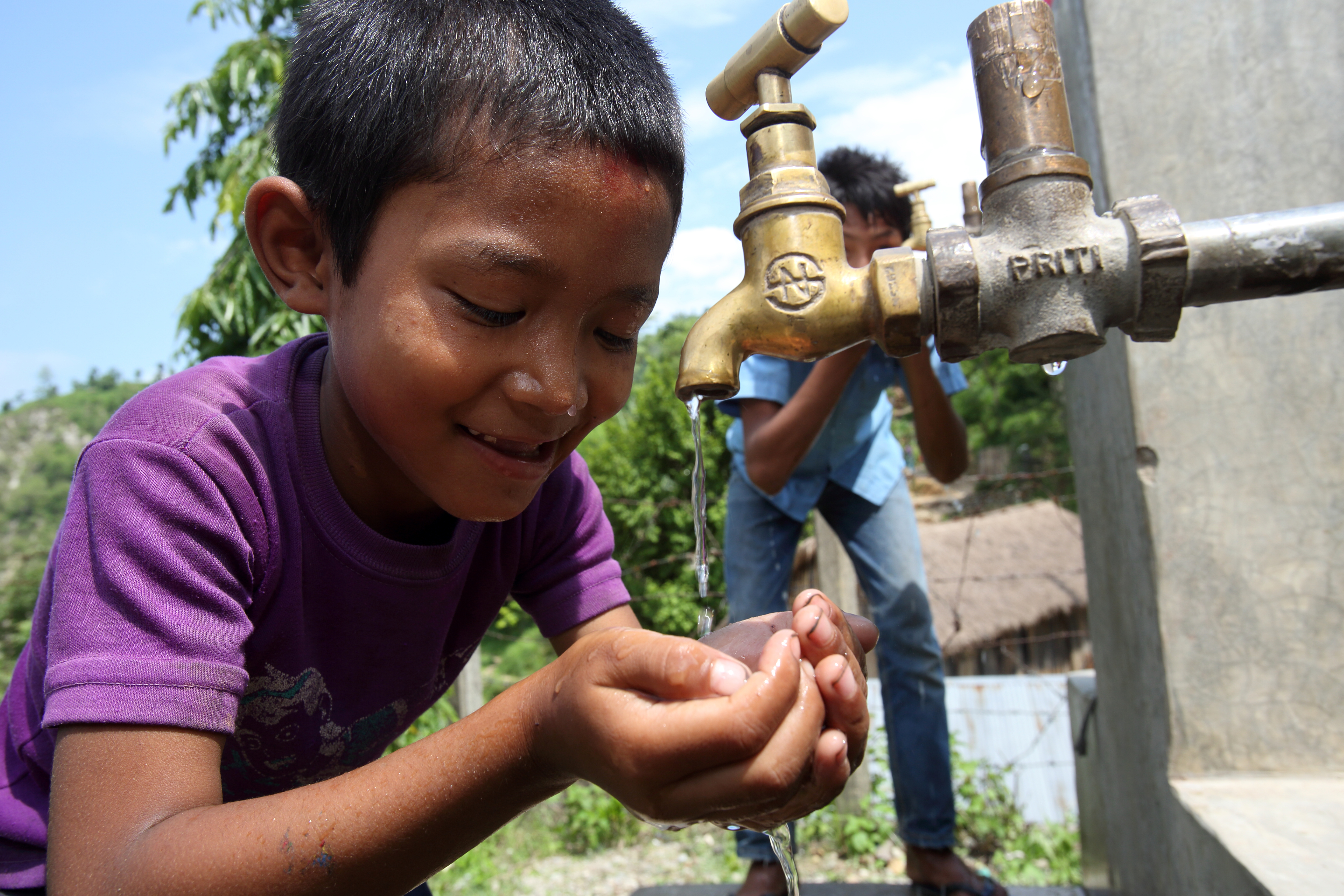

اعتُرف بحق الإنسان في المياه والصرف الصحي في القانون الدولي عبر معاهدات حقوق الإنسان والمواثيق والبنود. أرجع بعض المعلقين حق الإنسان في المياه بما يتجاوز قرار الجمعية العامة من المادة 11.1 من العهد الدولي الخاص بالحقوق الاقتصادية والاجتماعية والثقافية، معتبرينه حقًا ملزمًا تحت شرعية القانون الدولي. تتضمن المعاهدات الأخرى التي تعترف صراحةً بحق الإنسان في المياه والصرف الصحي اتفاقية القضاء على جميع أشكال التمييز ضد المرأة التي أُدرجت في القانون الدولي عام 1979  اتفاقية حقوق الطفل عام 1989. صدر القرار الأول المتعلق بحق الإنسان في المياه والصرف الصحي من قبل الجمعية العامة مجلس حقوق الإنسان التابع للأمم المتحدة عام 2010.
اعترف كلا المجلسين بوجود حق في الصرف الصحي متعلق بحق الإنسان في المياه، نظرًا لأن عدم وجود شبكة صرف صحي تقلل من جودة المياه الجوفية، لذا استمرت المناقشات اللاحقة للموضوع في التأكيد على أهمية كلتا الحالتين معًا. شدد قرار منقّح للأمم المتحدة عام 2015 على أن القرارين منفصلان لكنهما متساويان. صدر أوضح تعريف بخصوص حق الإنسان في المياه من قبل لجنة الأمم المتحدة للحقوق الاقتصادية والاجتماعية والثقافية في التعليق العام رقم 15 المُصاغ في عام 2002. مما لا جدال فيه أن الوصول للمياه كان شرطًا للتمتع بحق العيش بمستوى لائق، وشرطًا يضمن الحق في الوصول لأعلى المعايير الصحية، وبذلك هو حق إنساني. وذكرت: «يجيز حق الإنسان في المياه وصوله إلى مياه وافرة ونقية ومن السهل الحصول عليها وبتكلفة معقولة للاستخدام الشخصي والمنزلي».
يدفع حق الإنسان في المياه والصرف الصحي الحكومات إلى ضمان تمتع الأفراد بمياه نظيفة ومتوافرة ومتاحة ومقبولة التكلفة إضافة إلى الصرف الصحي. يطلب العهد الدولي الخاص بالحقوق الاقتصادية والاجتماعية والثقافية من الدول الموقّعة إنجاز واحترام الحقوق الإنسانية، من بينها تلك المتعلقة بالمياه والصرف الصحي. عليهم العمل بسرعة وفعالية لزيادة سهولة الوصول ورفع مستوى الخدمة. صادقت جميع الدول إما على اتفاقية حقوق الإنسان أو تصريح سياسي يعترف بحق الإنسان في المياه والصرف الصحي.

## الإطار الدولي
أقرت كل من منظمة الصحة العالمية واليونيسيف وبرنامج الرصد المشترك لإمدادات المياه والصرف الصحي بأن 663 مليون شخص لا يملكون وصولًا لمصدر سَوي من المياه الصالحة للشرب وأن أكثر من 2.4 مليار شخص يفتقرون الوصول إلى أدنى خدمات الصرف الصحي عام 2015. يعد الوصول إلى مياه نظيفة مشكلة كبيرة لأجزاء عديدة من العالم. تتضمن مصادر الوصول المقبولة للمياه «توصيلات منزلية وأنابيب صرف وآبار ومجمعات نظيفة من مياه الينابيع والأمطار». على الرغم من افتقار 9% من سكان العالم الوصول إلى المياه، هناك مناطق معينة متأخرة عن غيرها، مثل الدول الأفريقية الواقعة جنوبي الصحراء الإفريقية الكبرى. كذلك تؤكد الأمم المتحدة بأن نحو 1.5 مليون طفل تحت عمر الخامسة يموتون في كل عام وضياع 443 مليون يوم مدرسي بسبب أمراض متعلقة بالمياه والصرف الصحي.

## الأسس القانونية والاعتراف
جمع العهد الدولي الخاص بالحقوق الاقتصادية والاجتماعية والثقافية الحقوق الاقتصادية والاجتماعية والثقافية التي يتضمنها الإعلان العالمي لحقوق الإنسان عام 1948 ونسّقها. لم تعترف تلك الوثائق صراحةً  حق الإنسان في المياه والصرف الصحي. تضمنت لاحقًا العديد من المعاهدات الدولية لحقوق الإنسان أحكامًا تقرّ صراحةً بحق الإنسان في المياه والصرف الصحي:
- تتضمن اتفاقية القضاء على جميع أشكال التمييز ضد المرأة التي تشكلت عام 1979 المادة رقم 14.2 التي تنص على «على جميع الأطراف أخذ التدابير اللازمة للقضاء على التمييز ضد النساء في المناطق الريفية لتضمن، على أساس المساواة بين النساء والرجال، المشاركة في التنمية الريفية والاستفادة منه، وتضمن بالأخص حق النساء بالتمتع بظروف معيشية لائقة، خصوصًا فيما يتعلق بالإسكان والصرف الصحي والإمدادات المياه والكهرباء والنقل والاتصالات».[11]
- تتضمن اتفاقية حقوق الطفل التي أُبرمت عام 1989 المادة رقم 24 التي تنص على أن «تعترف الأطراف بحق الطفل في التمتع بأعلى مستويات الصحية التي يمكن الوصول إليها وإلى تسهيل علاج الأمراض وإعادة تأهيل الصحة. على الدول الأطراف مواصلة تنفيذ هذا الحق بالأخص، واتخاذ التدابير اللازمة لتحقيق ذلك. إضافة إلى محاربة الأمراض وسوء التغذية، ضمن إطار الرعاية الصحية الأولية من خلال جملة أمور، منها توفير الأغذية المغذية الكافية ومياه شرب نظيفة».[12]

تتضمن اتفاقية حقوق الأشخاص ذوي الحاجات الخاصة التي اُقرّت عام 2006 المادة رقم 28 التي تنص على «تعترف الأطراف بحق الأشخاص ذوي الحاجات الخاصة في الحماية الاجتماعية والتمتع بالحقوق دون تمييز على أساس الإعاقة، وعليها اتخاذ ما يلزم في سبيل تعزيز وحماية هذه الحقوق، من بينها الخطوات اللازمة لضمان وصول الأشخاص ذوي الحاجات الخاصة إلى خدمات المياه النظيفة، وضمان الوصول إلى خدمة لائقة ومقبولة التكلفة وغيرها من المساعدات لتلبية الاحتياجات المتعلقة بالإعاقة».
لفت الباحثون الانتباه إلى أهمية اعتراف الأمم المتحدة بحق الإنسان في المياه والصرف الصحي خلال نهاية القرن العشرين. وَرَدَ من كل من أستاذ القانون ستيفن مكافري من جامعة جنوب المحيط الهادئ عام 1992 والدكتور بيتر غليك عام 1999 مسعيان لإيضاح حق الإنسان في المياه. صرح مكافري قائلًا: «هذا الحق جزء لا يتجزأ ولا يختلف عن الحق في الغذاء أو البحث عن الرزق والحق في الصحة، أو بشكل أساسي، الحق في الحياة». ويضيف غليك: «إن الوصول إلى الاحتياجات الأساسية من المياه هو حق رئيسي من حقوق، ومدعوم ضمنيًا وعلنية من قبل القانون الدولي والتصريحات وممارسات الدول».  
جاء إشراف لجنة الأمم المتحدة للحقوق الاقتصادية والاجتماعية والثقافية على امتثال العهد الدولي الخاص بالحقوق الاقتصادية والاجتماعية والثقافية إلى استنتاجات تماثل تلك التي خرج بها الباحثون والرأي العام رقم 15 عام 2002. ترى اللجنة أن الحق في المياه هو جزء ضمني تحت حق عيش الحياة الكريمة فيما يتعلق بحق الحصول على أعلى معايير الصحة والحق في السكن اللائق والغذاء الكافي. وتعترف بأن «يجيز حق الإنسان في المياه وصول الجميع إلى مصادر مياه نظيفة ومقبولة التكلفة وسهلة التوفير سواء للاستخدامات الشخصية أو المنزلية. من المهم توفير كمية مناسبة من المياه لمنع الموت بسبب الجفاف، وتقليل خطر الإصابة بالأمراض الناتجة عن قلة المياه، وتوفيرها بما يلزم لاستهلاكها في الطبخ والاستخدام الشخصي والمنزلي. وافقت العديد من الدول على الحق في المياه والتزمت به كجزء من الالتزامات التعاهدية تحت العهد الدولي الخاص بالحقوق الاقتصادية والاجتماعية والثقافية (من بينها ألمانيا والمملكة المتحدة وهولندا) بعد نشر التعليق العام رقم 15.
اتخذت اللجنة الفرعية لتعزيز وحماية حقوق الإنسان التابعة للأمم المتحدة خطوة لاحقة في عام 2005 أصدرت على إثرها مبادئ توجيهية لمساعدة حكومات الدول على التزام واحترام حق الإنسان في المياه والصرف الصحي. أودت تلك التوجيهات إلى تعيين كاتارينا دي ألبوكيرك من قبل مجلس حقوق الإنسان التابع للأمم المتحدة كخبيرة مستقلة في مسألة التزامات حقوق الإنسان المتعلقة بالوصول إلى مياه شرب نظيفة وصرف صحي عام 2008. كتبت كاتارينا تقريرًا مفصلًا عام 2008 حددت من خلاله التزامات حقوق الإنسان تجاه مسألة الصرف الصحي، وردت عليها لجنة الحقوق الاقتصادية والاجتماعية والثقافية بأنه على جميع الدول النظر إلى مسألة الصرف الصحي.

## الاجتهاد القضائي الدولي

### محكمة البلدان الأمريكية
اعتُبر أن حق المياه موجود في قضية جماعة ساهوياماكسا الأصلية ضد الباراغواي في محكمة الدول الأمريكية لحقوق الإنسان. تضمنت القضايا فشل الولايات في الاعتراف بحقوق ملكية الجماعات الأصلية لأراضي الأجداد. في عام 1991، أزالت الحكومة جماعة ساهوياماكسا الأصلية عن أرضها ما نجم عنه فقدانهم للخدمات الأساسية الضرورية مثل المياه والتعليم بالإضافة إلى الخدمات الصحية. يندرج كل هذا ضمن نطاق الاتفاقية الأمريكية لحقوق الإنسان ويُعتبر تعديًا على حق العيش. توجد المياه ضمن هذا الحق بكونها جزءًا من الأرض. طلبت المحاكم إعادة الأراضي وتقديم التعويضات وتنفيذ الخدمات وتوفير السلع الأساسية بينما كانت الجماعة في صدد إعادة الأرض.

### المركز الدولي لتسوية المنازعات الاستشارية
تتعلق القضايا التالية من المركز الدولي لتسوية المنازعات الاستشارية بالعقود المبرمة بين الحكومات وشركات صيانة المجاري المائية. على الرغم من أن القضايا تتعلق بمسائل استثمار، لكن المُعلقين قد لاحظوا أن التأثير غير المباشر لحق المياه على الأحكام مهم جدًا. تُظهر بيانات البنك الدولي أن خصخصة المياه قد ارتفعت منذ تسعينيات القرن العشرين واستمرت على نحو كبير دخولًا في العقد الأول من القرن الحادي والعشرين.

### شركة أزيوريكس ضد الأرجنتين
تُعتبر قضية شركة أزيوريكس ضد الأرجنتين أول قضية هامة بخصوص حق المياه في المركز الدولي لتسوية المنازعات الاستشارية. كان النزاع بين الأرجنتين وشركة أزيوريكس بخصوص الاختلافات الناجمة عن عقد مدته 30 عامًا بين الطرفين وذلك لتشغيل إمدادات المياه في مختلف المقاطعات. يُؤخذ حق المياه بعين الاعتبار بشكل ضمني أثناء التحكيم من أجل التعويض، إذ تبين أنه من حق أزيوريكس الحصول على عائد عادل على القيمة السوقية للاستثمار. كان ذلك بدلًا من المبلغ المطلوب الذي يبلغ 438.6 مليون دولار، مع الإشارة إلى أنه لا يمكن لرجل أعمال عاقل أن يتوقع إيرادات بهذا الحجم نظرًا إلى حدود الزيادات في أسعار المياه والتحسينات الضرورية لضمان وجود نظام مياه نظيفة يعمل بشكل جيد.

### شركة بيوتر غوف المحدودة ضد تنزانيا
ثانيًا، تُعتبر قضية شركة بيوتر غوف المحدودة ضد تنزانيا من القضايا المماثلة التي واجهها المركز الدولي لتسوية المنازعات الاستشارية. كانت هذه القضية متعلقة بشركة مياه خاصة في نزاع تعاقدي مع الحكومة، لكن هذه المرة كانت الحكومة جمهورية تنزانيا المتحدة. جاء هذا العقد من أجل تشغيل نظام مياه دار السلام وإدارته. في مايو عام 2005، أنهت حكومة تنزانيا العقد مع شركة بيوتر غوف لفشلها المزعوم في تحقيق ضمانات الأداء. في يوليو عام 2008، اتخذت المحكمة قرارها بخصوص هذه القضية وأعلنت أن حكومة تنزانيا قد انتهكت الاتفاق مع شركة بيوتر غوف. على أي حال، لم تمنح المحكمة تعويضات مالية كبدل عن أذية بيوتر واعترفت أن الأولوية لاهتمامات المصلحة العامة في هذا النزاع.

## حق المياه في القانون المحلي
يعتمد حق الإنسان في المياه على نشاط المحاكم المحلية وذلك في غياب وجود هيئة دولية تمكّن هذا الحق. ارتكز أساس هذا الحق من خلال إضفاء الطابع الدستوري على الحقوق الاقتصادية والاجتماعية والثقافية (العهد الدولي الخاص بالحقوق الاقتصادية والاجتماعية والثقافية) وذلك من خلال إحدى الوسيلتين الآتيتين: إما بكونه من «المبادئ التوجيهية» التي غالبًا ما تُعتبر أهدافًا غير قابلة للمقاضاة أو بكونه محميًا بشكل واضح وقابل للتنفيذ من خلال المحاكم.

### جنوب أفريقيا
في جنوب أفريقيا، يُكرس حق المياه في الدستور ويُنفذ بوساطة القوانين العادية. يُعد هذا دليلًا على تعديل طفيف للتقنية الثانية لإضفاء الطابع الدستوري المشار إليه باسم «نموذج التشريعات الثانوية». يعني ذلك أن كمًا كبيرة من محتوى الحق وتنفيذه يتم بموجب قانون محلي عادي مع بعض المكانة الدستورية.

## اقرأ أيضاً
- أزمة المياه
- ذروة المياه
- قانون المياه
- سياسة مائية